# My Arms, Your Hearse
My Arms, Your Hearse är progressiv death metal-bandet Opeths tredje album, som släpptes i augusti 1998. Albumet spelades in i Studio Fredman och Nacksvings studio i Göteborg under augusti och september 1997. My Arms, Your Hearse är Opeths första konceptalbum; det är också deras första album med trummisen Martin Lopez.

## Inspelning
När Opeth skulle spela in My Arms, Your Hearse hade Dan Swanös studio Unisound, där de spelat in sina två första album, lagts ner. Melodisk death metal-bandet At the Gates hade då spelat in sitt senaste album Slaughter of the Soul i Studio Fredman i Göteborg. Mikael Åkerfeldt gillade ljudet på det albumet och ringde Fredmans producent Fredrik Nordström och bokade in Opeth för en månads inspelning i augusti och september 1997. Eftersom bandmedlemmarna inte hade någonstans att bo i Göteborg fick de sova i studion: Åkerfeldt sov på golvet i inspelningsrummet, Peter Lindgren sov i soffan och Martin Lopez sov på badrumsgolvet.
Inför inspelningen av skivan hade Åkerfeldt skrivit texterna, kring vilka de sedan byggt upp låtarna och musiken. Precis innan de skulle spela in albumet hade Opeth tagit in Martin Mendez som sin nya basist; Mendez var en gammal vän till bandets nya trummis Martin Lopez. Mendez hann dock inte lära sig låtarna på den korta tiden innan inspelningen, så Åkerfeldt spelade in basen på skivan. När de skulle lägga de akustiska gitarrspåren strejkade mixerbordet, så de åkte till Nacksvings studio i Göteborg och spelade in de spåren där. Sedan återvände de till Fredman för att spela in resten; då fungerade mixerbordet igen. Inför inspelningen av sången hade Åkerfeldt dragit på sig en förkylning och var tvungen att kurera sig bäst han kunde. I efterhand tyckte han dock inte att förkylningen gjort sången sämre, utan han blev väldigt nöjd med resultatet.

## Utgivning
My Arms, Your Hearse släpptes den 18 augusti 1998 av Candlelight Records i Europa och av Century Media Records etikett Century Black i USA. Albumet är det tredje och sista av Opeths album som Candlelight Records gav ut.

### Återutgivning
År 2000 återutgavs albumet under samma bolag. Den trycktes även upp på vinyl av holländska Displeased Records, under licens av Candlelight Records. Både återutgivningen av CD:n och vinylutgåvan innehåller bonusspåren "Circle of the Tyrants" (Celtic Frost-cover) och "Remember Tomorrow" (Iron Maiden-cover). Den återutgivna versionen av skivan finns också med i boxen The Candlelight Years, tillsammans med skivorna Orchid och Morningrise.

## Koncept
My Arms, Your Hearse är Opeths första konceptalbum. Albumet handlar om en person som dör och blir ett spöke. Handlingen kretsar kring kvinnan han älskade innan sin död. Efter sin död bevakar han frustrerat och misstänksamt sin älskade, och han plågas av en konstant oro då han tror att hon inte sörjde hans bortgång uppriktigt. Fastän spökets närvaro passerar obemärkt känner hon en stor sorg och vägrar att acceptera hans död.
Titeln på varje låt på albumet utgörs av det sista ordet, eller de sista orden, i texten på föregående låt; och det sista ordet på albumets sista låt, "Epilogue", är "Prologue", vilket är namnet på albumets första låt. Albumet innehåller tre instrumentala låtar: "Prologue", "Madrigal" och "Epilogue". För dessa låtar finns texter i häftet, som följer denna regelbundenhet. Man kan också dra paralleller mellan albumets gång och årstidernas gång, där den sista låten slutar i vinter och leder tillbaka till den första låten med vårens ankomst.

## Låtlista
Alla låtar är skrivna och komponerade av Opeth. 
| Nr  | Titel                             | Kompositör   | Längd |
| --- | --------------------------------- | ------------ | ----- |
| 1.  | Prologue                          |              | 0:59  |
| 2.  | April Ethereal                    |              | 8:41  |
| 3.  | When                              |              | 9:14  |
| 4.  | Madrigal                          |              | 1:25  |
| 5.  | The Amen Corner                   |              | 8:43  |
| 6.  | Demon of the Fall                 |              | 6:13  |
| 7.  | Credence                          |              | 5:26  |
| 8.  | Karma                             |              | 7:52  |
| 9.  | Epilogue                          |              | 3:59  |
| 10. | Circle of the Tyrants (Bonusspår) | Celtic Frost | 5:12  |
| 11. | Remember Tomorrow (Bonusspår)     | Iron Maiden  | 5:00  |

Källa

## Medverkande
Musiker (Opeth-medlemmar)
- Mikael Åkerfeldt – sång, gitarr, basgitarr, piano
- Peter Lindgren – gitarr
- Martin Lopez – trummor, slagverk

Bidragande musiker
- Fredrik Nordström – hammondorgel (spår 9)

Produktion
- Fredrik Nordström – producent, ljudtekniker, ljudmix
- Anders Fridén – producent, ljudtekniker
- Opeth – producent, ljudmix
- Göran Finnberg – mastering
- Tom Martinsen – grafisk design
- Peter Lindgren – foto